# The Subduing of Mrs. Nag
The Subduing of Mrs. Nag è un cortometraggio muto del 1911 diretto da George D. Baker.

## Produzione
Il film fu prodotto dalla Vitagraph Company of America.

## Distribuzione
Distribuito dalla General Film Company, il film - un cortometraggio in una bobina - uscì nelle sale cinematografiche USA il 14 luglio 1911.